# Гусман, Патрисио
Патри́сио Гусма́н Лоса́нес (исп. Patricio Guzmán Lozanes; родился 11 августа 1941, Сантьяго, Чили) — чилийский кинорежиссёр и документалист.

## Биография
Учился в Чилийском университете. В 1965—1966 работал на кинофакультете Католического университета в Сантьяго, где поставил несколько короткометражных фильмов. В 1969 окончил киношколу в Мадриде, где снял фильм «Ортопедический рай».
С 1971 режиссёр отдела документального кино «Чилефильмс». В 1973 преподавал в Синдикате кинотехников в Сантьяго, работал над документальными фильмами. После прихода к власти Пиночета съёмочная группа была арестована. Отснятый материал был вывезен за границу. В 1979 на Кубе завершил работу над трилогией «Битва за Чили» («Восстание буржуазии», «Государственный переворот», «Власть народа»). Организовал фестиваль документального кино в Сантьяго. 28 его фильмов находятся в Национальной синематеке. В настоящее время живёт в Париже.

## Избранная фильмография
- 1966 — Электрошоу / Electroshow
- 1969 — Ортопедический рай / El paraíso ortopédico
- 1971 — Первый год / El primer año
- 1972 — Ответ октября / La Respuesta de octubre
- 1975 — Восстание буржуазии / La insurrección de la burguesía (первая часть трилогии «Битва за Чили»)
- 1976 — Государственный переворот / El golpe de Estado (вторая часть трилогии)
- 1979 — Власть народа / El poder popular (третья часть трилогии)
- 1983 — Роза ветров / La rosa de los vientos
- 1988 — Имя Бога / En nombre de Dios
- 2005 — Сальвадор Альенде / Salvador Allende
- 2010 — Ностальгия по свету / Nostalgia de la luz
- 2015 — Перламутровая пуговица / El botón de nácar

## Награды
- 1983 — Московский международный кинофестиваль номинация за фильм «Роза ветров»
- 1988 — Берлинский кинофестиваль Приз Международной Католической организации в области кино — почётное упоминание (программа «Форум») за фильм «Имя Бога»
- 1988 — Берлинский кинофестиваль Приз «Peace Film Award» — почётное упоминание (программа «Форум») за фильм «Имя Бога»
- 2004 — Каннский кинофестиваль участник внеконкурсной программы.
- 2005 — Приз Гойя за лучший документальный фильм «Сальвадор Альенде»
- 2005 — Орден Пабло Неруды за заслуги в области искусства и культуры[исп.]
- 2010 — Канский кинофестиваль фильм «Ностальгия по свету» участник спецпоказа.
- 2010 — премия Европейской киноакадемии за лучший документальный фильм «Ностальгия по свету».

## Сочинения
- Chile: el cine contra el fascismo, Valencia, 1977 (с Pedro Sempere)